# Daria Pikulik

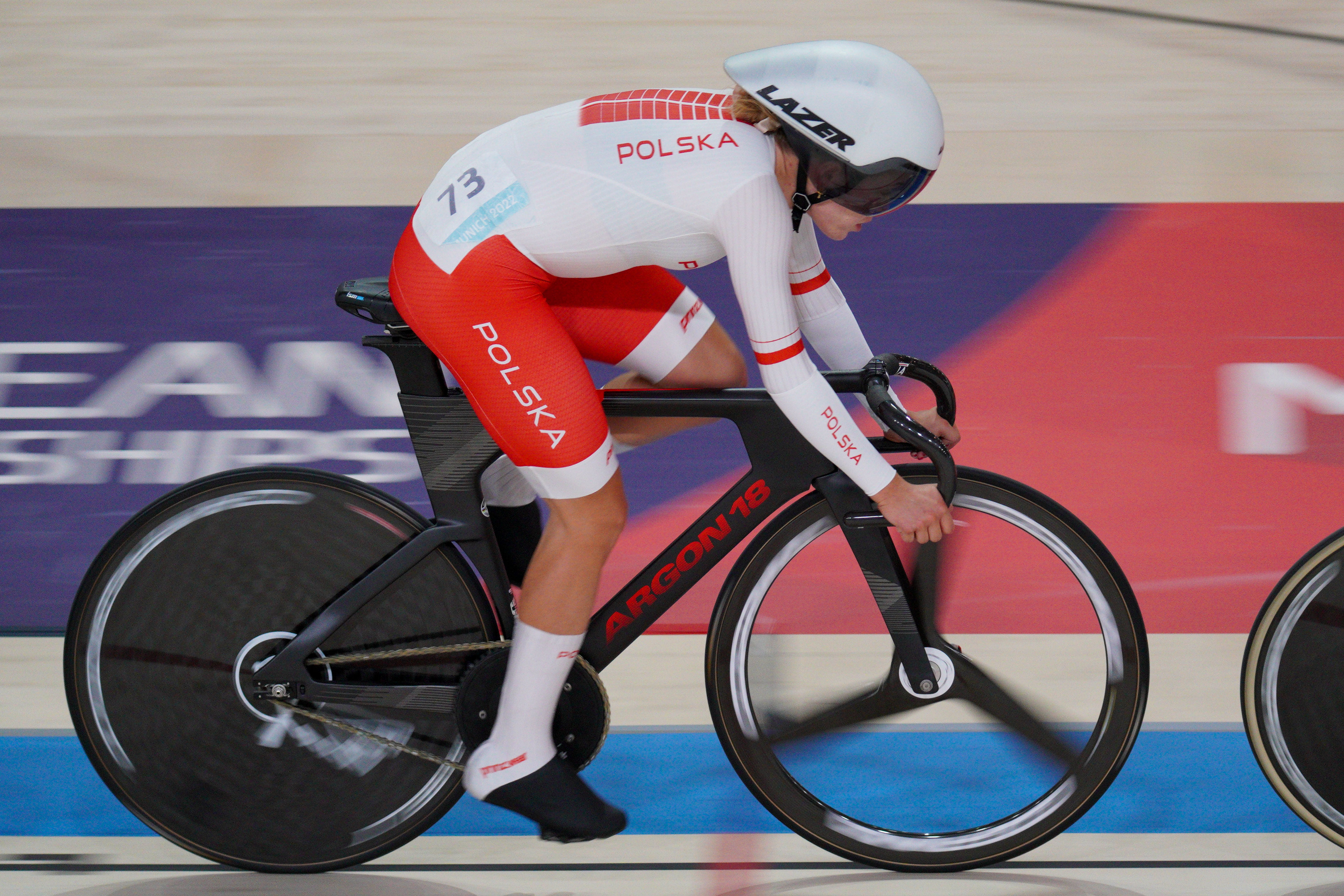
Pikulik im Punkterennen des Omniums bei der WM 2022

Daria Pikulik (* 6. Januar 1997 in Skarżysko-Kamienna) ist eine polnische Radrennfahrerin, die Rennen auf Bahn und Straße bestreitet.

## Sportliche Laufbahn
2014 startete Daria Pikulik bei den Straßenradsport-Weltmeisterschaften 2014 und belegte im Einzelzeitfahren Platz neun, im Jahr darauf, bei den Weltmeisterschaften in Richmond wurde sie Siebte des Einzelzeitfahrens der Juniorinnen. Ebenfalls 2015 wurde Pikulik Junioren-Weltmeisterin im Punktefahren auf der Bahn sowie  Junioren-Europameisterin im Omnium. Bei den Bahnradsport-Weltmeisterschaften 2016 der Elite in London belegte der polnische Bahn-Vierer der Frauen mit Pikulik, Katarzyna Pawłowska, Edyta Jasińska, Justyna Kaczkowska, Eugenia Bujak und Natalia Rutkowska Rang sieben.
Im selben Jahr wurde Pikulik für die Teilnahme an den Olympischen Spielen in Rio de Janeiro im Omnium nominiert und belegte Platz 14.
Ab 1. August 2017 bis Jahresende fuhr Daria Pikulik als Stagiaire für das Cervélo Bigla Pro Cycling Team. Bei den Bahn-Europameisterschaften in diesem Jahr errang sie mit Kaczkowska, Pawłowska und Nikol Płosaj Bronze in der Mannschaftsverfolgung. Bei den Bahnradsport-Europameisterschaften der Junioren/U23 2019 errang sie mit ihrer Schwester Wiktoria Silber im Zweier-Mannschaftsfahren und jeweils Bronze im Omnium und im Scratch. Auf nationaler holte sie ihre ersten Titel in der Elite. Bei den Bahnradsport-Weltmeisterschaften 2020 in Berlin belegte sie im Omnium Platz drei.
2021 wurde Daria Pikulik für die Teilnahme an den Olympischen Spielen in Tokio nominiert, wo sie im Omnium und gemeinsam mit ihrer Schwester Wiktoria im Zweier-Mannschaftsfahren startete. Im Zweier-Mannschaftsfahren belegten die Schwestern Platz sechs, im Scratch-Rennen des Omniums kam sie zu Fall und musste aufgeben.
Bis dahin nur gelegentlich auf der Straße aktiv, wurde Pikulik 2022 Mitglied im polnischen UCI Women’s Continental Team Atom Deweloper-Posciellux.pl-Wrocław, um sich vermehrt dem Straßenradsport zuzuwenden. Beim 2 Districtenpijl gewann sie ihr erstes Rennen auf der Straße. In der Gesamtwertung der Baloise Ladies Tour Platz sechs und im Straßenrennen der Straßeneuropameisterschaften Platz fünf. 
Daraufhin erhielt Pikulik zur Saison 2023 einen Vertrag beim UCI Women’s WorldTeam Human Powered Health. Mit ihrem Background aus dem Bahnradsport etablierte sie sich als gute Sprinterin. Bereits beim ersten Renneinsatz im Januar erzielte sie auf der ersten Etappe der der Women’s Tour Down Under ihren ersten Sieg auf der UCI Women’s WorldTour. Wenige Woche später bei den Bahn-Europameisterschaften 2023 errang sie Silber im Omnium und Bronze im Scratch. Im Laufe des Jahres hatte sie weitere Erfolge auf der Straße: Sie gewann zwei Etappen der Tour Cycliste Féminin International de l’Ardèche,  eine Etappe Bretagne Ladies Tour, das belgische Eintagesrennen Konvert Koerse sowie zum Saisonabschluss mit der Tour of Guangxi erneut ein Rennen der WorldTour.
2024 konnte Pikulik mit dem erneuten Gewinn des 2 Districtenpijl und der Ronde de Mouscron zwei weitere Siege auf der Straße ihrem Palmarès hinzufügen. Durch ihren Verband wurde sie für die Bahnradsport-Wettbewerbe bei den Olympischen Sommerspielen 2024 in Paris nominiert. Zunächst belegte sie gemeinsam mit ihrer Schwester den siebten Platz im Madison. Mit dem Gewinn der Silbermedaille im Omnium am letzten Tag der Radsportwettbewerbe erzielte sie ihren bisher größten Erfolg auf der Bahn. Nach der Rückkehr auf die Straße gewann sie bei den Europameisterschaften im Zielsprint die Bronzemedaille hinter Lorena Wiebes und Elisa Balsamo.

## Erfolge

### Bahn
2014
- Junioren-Europameisterschaft – Mannschaftsverfolgung (mit Natalia Radzicka, Nikol Płosaj und Justyna Kaczkowska)

2015
- Polnische Junioren-Meisterin – Omnium, Teamsprint (mit Marlena Karwacka), Mannschaftsverfolgung (mit Wiktoria Pikulik, Katarzyna Makarewicz und Klaudia Seremak)[5]
- Junioren-Weltmeisterin – Punktefahren
- Junioren-Weltmeisterschaft – Omnium
- Junioren-Europameisterin – Omnium
- Junioren-Europameisterschaft – Punktefahren, Mannschaftsverfolgung (mit Nikola Rózynska, Weronika Humelt und Justyna Kaczkowska)

2016
- Polnische U23-Meisterin – Omnium[6]
- Europameisterschaft – Mannschaftsverfolgung (mit Katarzyna Pawłowska, Justyna Kaczkowska und Nikol Płosaj)
- Europameisterschaft (U23) – Einerverfolgung
- Europameisterschaft (U23) – Mannschaftsverfolgung (mit Monika Graczewski, Justyna Kaczkowska und Łucja Pietrzak)

2017
- Polnische U23-Meisterin – Teamsprint (mit Marlena Karwacka)[7]
- Polnische Meisterin – Punktefahren[8]
- Europameisterschaft – Mannschaftsverfolgung (mit Justyna Kaczkowska, Katarzyna Pawłowska und Nikol Płosaj)

2018
- Polnische U23-Meisterin – Omnium, Zweier-Mannschaftsfahren (mit Wiktoria Pikulik)[9]
- Polnische Meisterin – Ausscheidungsfahren, Omnium[10]

2019
- U23-Europameisterschaft – Zweier-Mannschaftsfahren (mit Wiktoria Pikulik)
- U23-Europameisterschaft – Omnium, Scratch
- Polnische U23-Meisterin – Zweier-Mannschaftsfahren (mit Wiktoria Pikulik), Mannschaftsverfolgung (mit Wiktoria Pikulik, Marta Jaskulska und Marlena Karwacka)
- Polnische Meisterin – Ausscheidungsfahren, Punktefahren, Scratch, Omnium

2020
- Weltmeisterschaft – Omnium

2021
- Nations Cup in Cali – Omnium, Zweier-Mannschaftsfahren (mit Wiktoria Pikulik)
- Europameisterschaft – Scratch

2022
- Europameisterschaft – Omnium
- Polnische Meisterin – Mannschaftsverfolgung (mit Nikol Płosaj, Wiktoria Pikulik und Olga Wankiewicz), Zweier-Mannschaftsfahren (mit Nikol Płosaj), Omnium

2023
- Europameisterschaft – Omnium
- Europameisterschaft – Scratch

2024
- Olympische Spiele – Omnium

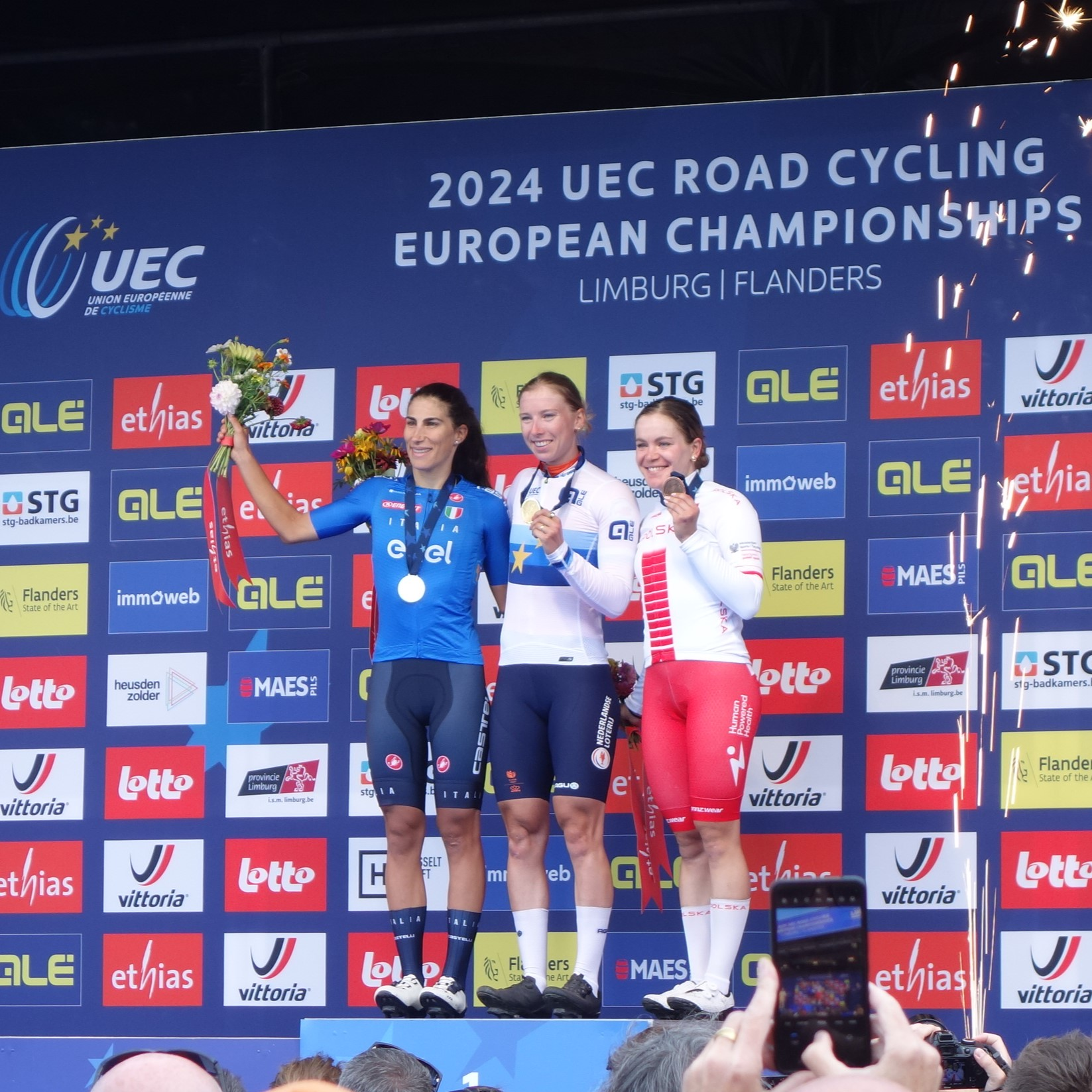
Pikulik (rechts) auf dem Podium der Europameisterschaften 2024

### Straße
2015
- Polnische Junioren-Meisterin – Einzelzeitfahren

2022
- 2 Districtenpijl

2023
- eine Etappe Women’s Tour Down Under
- zwei Etappen Tour Cycliste Féminin International de l’Ardèche
- Tour of Guangxi
- eine Etappe Bretagne Ladies Tour
- Konvert Koerse

2024
- Ronde de Mouscron
- 2 Districtenpijl
- Europameisterschaft – Straßenrennen